# 二甲基镁
二甲基镁是一种有机镁化合物，化学式为(CH3)2Mg，为白色易自燃的固体。

## 制备
二甲基镁可以由不少于化学计量比的二噁烷和甲基卤化镁反应得到：
2 CH3MgX  +  dioxane   ⇌   (CH3)2Mg  +  MgX2(dioxane)
二卤化镁和1,4-二噁烷的配合物是一种沉淀，可以使史兰克平衡向生成二烷基镁（可溶于反应溶剂）的方向进行。
钙、镁以及碘甲烷在乙醚中反应，或者镁和二甲基汞反应，也能得到二甲基镁。

## 结构
二甲基镁的结构由X射线晶体衍射测定。它是一种聚合物，与二硫化硅的结构类似，有着四面体镁中心，由甲基桥联。其中，Mg-C键键长为224 pm。同族的二甲基铍有着同样的结构。